# Thiruvenkatam
Thiruvenkatam é uma panchayat (vila) no distrito de Tirunelveli, no estado indiano de Tamil Nadu.

## Demografia
Segundo o censo de 2001,  Thiruvenkatam  tinha uma população de 7350 habitantes. Os indivíduos do sexo masculino constituem 50% da população e os do sexo feminino 50%. Thiruvenkatam tem uma taxa de literacia de 66%, superior à média nacional de 59.5%: a literacia no sexo masculino é de 77% e no sexo feminino é de 56%. Em Thiruvenkatam, 10% da população está abaixo dos 6 anos de idade.